# Hassan II-moskee
De Hassan II-moskee (Arabisch: مسجد الحسن الثاني, Tamazight: Tamezgida n' Hassan sin) in Marokko is een moderne grote moskee gebouwd in opdracht van koning Hassan II. Het is de grootste moskee van het land en behoort tot de 7 grootste moskeeën in de wereld. De moskee werd ontworpen door de Franse architect Michel Pinseau en gebouwd door de onderneming Bouygues. De moskee ligt aan de kust en biedt uitzicht over de Atlantische Oceaan. Naast de 25.000 mensen die binnen een plek kunnen vinden is er buiten plaats voor 85.000 mensen.

## Beschrijving
De moskee is gelegen aan de Bd Sidi Mohammed Ben Abdallah in Casablanca. Het negen hectare grote complex van de moskee is gelegen tussen de haven en de vuurtoren El-Hank. Van het dichtstbijzijnde treinstation is het 20 minuten lopen naar de Hassan II-moskee. De moskee is gebouwd op grond die onttrokken is aan de zee en de helft van de moskee steekt uit over de zee. Dit werd geïnspireerd door een vers uit de Koran die spreekt over de troon van God, gebouwd boven het water. 's Nachts branden er boven in de minaret schijnwerpers die richting Mekka schijnen. Naast deze - vooral - godsdienstig geïnspireerde eisen van opdrachtgever koning Hassan II zijn er modernere kenmerken: het gebouw is ontworpen om bestand te zijn tegen aardbevingen, de deuren zijn elektrisch aangestuurd en het complex heeft een dak dat kan openschuiven. De moskee heeft duidelijke Moorse invloeden en de architectuur komt overeen met het Alhambra en de Mezquita in Spanje. De Hassan II-moskee is, samen met de historische Tin Malmoskee, de enige moskee in Marokko die opengesteld is voor niet-moslims.

## Geschiedenis van de Hassan II-moskee
In 1980 maakte koning Hassan II zijn ambities bekend voor een groot monument in Marokko. De werken begonnen op 12 juli 1986 en het zou 7 jaar duren voordat de laatste hand zou worden gelegd aan de enorme moskee. Tijdens de meest intensieve periode werkten 1.400 bouwvakkers gedurende de dag en werden deze afgelost door 1.100 bouwvakkers die gedurende de nacht doorwerkten. Alle graniet, pleisterwerk, marmer, hout en andere gebruikte materialen in het complex zijn afkomstig uit alle streken van Marokko, met uitzondering van enkele witte granieten zuilen en de glazen kroonluchters: die komen beide uit Italië. Zesduizend traditionele Marokkaanse ambachtslieden hebben zes jaar gewerkt om al deze ruwe materialen te verwerken tot mozaïeken, stenen, marmeren vloeren, zuilen, houtsnijwerken en geschilderde plafonds.